# Castel di Sangro
Castel di Sangro község (comune) Olaszország Abruzzo régiójában, L’Aquila megyében.

## Fekvése
A Sangro folyó völgyében fekszik az Abruzzo Nemzeti Park területén. A megye délkeleti részén fekszik. Határai: Montenero Val Cocchiara, Rionero Sannitico, Rivisondoli, Roccaraso, San Pietro Avellana, Scontrone és Vastogirardi.

## Története
Elődje a szamniszok által alapított Aufidena volt, amelyet i. e. 209-ben a rómaiak meghódítottak. A Nyugatrómai Birodalom bukása után a longobárd Beneventói Hercegség része lett. A 9. században bencés szerzetesek telepedtek le a vidéken. A 13. századtól a normann Szicíliai Királyság része lett. Önálló községközponttá a 19. század elején vált. 

## Népessége
A népesség számának alakulása:

## Főbb látnivalói
- Santa Maria Assunta-bazilika
- Museo civico Aufidenate – régészeti gyűjtemény
- a középkori Castello romjai

## Közlekedés
A vasútállomásai:
- Stazione di Castel di Sangro
- Stazione di Castel di Sangro (FAS)
- Stazione di Sant’Ilario Sangro
- Stazione di Montenero Valcocchiara